# Jiande
Jiande (chiń. upr. 建徳; pinyin Jiàndé) – miasto na prawach powiatu we wschodnich Chinach, w prowincji Zhejiang, w prefekturze miejskiej Hangzhou. Założone zostało w 1957 roku